# إيرز
إيرز (بالعبرية: אֶרֶז) هي مستوطنة تقع في جنوب غرب إسرائيل، على بعد 1 كيلومتر (0.62 ميل) من شمال قطاع غزة، وتحمل نفس اسم حاجز إيرز القريب كما هو معروف في الأوساط الإسرائيلية.
أسست المستوطنة في 1949 ونقلت إلى موقعها الحالي في 1950. في 2019، بلغ عدد سكانها 558 نسمة.
تقع إيرز في شمال غرب النقب على بعد حوالي 18 كيلومتر (11 ميل) جنوب مدينة عسقلان الساحلية، وتتبع لمجلس باب النقب الإقليمي.

## التاريخ
تم تسمية المستوطنة بواسطة المجموعة الأولى التي استوطنت فيها، والذين كانوا أعضاء في منظمة الشبيبة العاملة والمتعلمة من بتاح تكفا، وتعني حرفياً "الأرز". تأسست في عام 1949.
من ضمن الاكتشافات الأثرية في إيرز تمثال لفتخاء عليه إهداء باليونانية من قبل كاهن، يعود تاريخه إلى عام 210/211 م. بالإضافة إلى ذلك، عثر في الموقع على قطع عليها النقوش اليونانية، ومن المحتمل أن تكون إحداها لاتينية.

### هجوم حماس 2023
في 7 أكتوبر 2023، تعرضت المستوطنة للهجوم ضمن عملية طوفان الأقصى، إلا أن قوات الأمن في المستوطنة تمكنت من صد الهجوم في معركة استمرت لساعات، سقط فيها أحد أفرادها .